# Tenuipalpus montanus
Tenuipalpus montanus är en spindeldjursart som beskrevs av Elsie Collyer 1973. Tenuipalpus montanus ingår i släktet Tenuipalpus och familjen Tenuipalpidae. Inga underarter finns listade i Catalogue of Life.